# Bocconi-universiteit
De Bocconi-universiteit (Italiaans: Università Commerciale Luigi Bocconi) is een privé-universiteit in de Italiaanse stad Milaan in Viale Bligny. De universiteit is internationaal sterk op het gebied van economie en management.
Bocconi werd opgericht in 1902 door Ferdinando Bocconi. Het Graftongebouw aan de Via Guglielmö Röntgen werd in 2007 geopend, waarvoor de architecten de Pritzker Prize kregen, de hoogste onderscheiding binnen de architectuur.
Bekende oud-leerlingen zijn onder anderen Mario Monti, Emma Bonino, Tommaso Padoa-Schioppa, Paolo Scaroni, Alberto Alesina, Renato Soru, Giovanni Arrighi, Luigi Einaudi, Jörg Asmussen, Nouriel Roubini, Pierre Casiraghi, Aimone van Savoye, Sander Schimmelpenninck, Andrea Agnelli, Joachim van België en Clarence Seedorf.